# Calonda, Harghita
Calonda (maghiară Kalanda) este un sat în comuna Corund din județul Harghita, Transilvania, România.
 Acest articol despre o localitate din județul Harghita este deocamdată un ciot. Puteți ajuta Wikipedia prin completarea lui.